# Estação Ferroviária de Fontes de Onor
A Estação Ferroviária de Fontes de Onor é uma interface da Linha Vilar Formoso-Medina del Campo, que serve a localidade de Fontes de Onor, na província de Salamanca, na região de Castela e Leão, Espanha.